# Бойцов, Александр Ильич
Алекса́ндр Ильи́ч Бойцо́в (род. 19 сентября 1950, деревня Княжёво, Новгородская область) — судья Конституционного суда Российской Федерации (с 2010 года по 2020 год), доктор юридических наук, профессор. Заслуженный юрист Российской Федерации.

## Биография
В 1966 году после окончания восьмилетней школы поступил в Боровичский индустриальный техникум, который окончил с отличием в 1970 году.
С ноября 1970 по ноябрь 1972 года проходил срочную службу в Ракетных войсках стратегического назначения.
С 1973 по 1978 год обучался на юридическом факультете Ленинградского государственного университета (ЛГУ), который окончил с отличием, а в 1979—1981 годах учился в аспирантуре ЛГУ. В декабре 1982 года под руководством профессора Н. А. Беляева защитил кандидатскую диссертацию «Теоретические вопросы уголовной ответственности и освобождения от неё».
С сентября 1981 года работает на кафедре уголовного права юридического факультета ЛГУ (СПбГУ).
В ноябре 1996 года защитил докторскую диссертацию «Уголовный закон: субстанциональный атрибутивный и нормативный аспекты действия».
В 1996 году входил в состав рабочей группы, подготовившей Модельный уголовный кодекс для стран СНГ.
С 2002 года был заместителем председателя Комиссии по вопросам помилования на территории Санкт-Петербурга.
23 июня 2010 года был представлен Президентом РФ на рассмотрение Совета Федерации для назначения на должность судьи Конституционного суда Российской Федерации. 14 июля 2010 года на заседании Совета Федерации был назначен судьёй Конституционного суда РФ. Полномочия А. И. Бойцова прекратились 30 сентября 2020 года после достижения 70-летнего возраста.
25 октября 2010 года А. И. Бойцову присвоен высший квалификационный класс.

## Награды
- Медаль «В память 300-летия Санкт-Петербурга» (2003);
- Почётное звание «Заслуженный юрист Российской Федерации» (2011)[11];
- Памятный знак «120 лет уголовно-исполнительной системе России»[1].